# Brachinus bellicosus
Brachinus bellicosus es una especie de escarabajo de la familia Carabidae.

## Distribución geográfica
Se distribuye por el paleártico: península ibérica y zonas próximas de Francia continental.